# يوكي ماتسوكا
يوكي ماتسُوكا (松岡由貴 ماتسُوكا يوكي) هي مؤدية أصوات يابانية ولدت في 13 سبتمبر 1970 في أوساكا.

## أدوارها في الأنمي

### مسلسلات أنمي تلفزيونية
- اوجاماجو دوريمي - سينو آيكو
- بليتش - أوريهيمي إينوي, إيتشيغو كوروساكي (أيام الطفولة)
- المعلم الساحر نيغيما! - إيفانجيلين أ. ك. مكداول
- نيغيما!؟ - إيفانجيلين أ. ك. مكداول
- جت باكرز - مادوكا أوتوا
- قطاع التسوق السحري أبينوباشي - أرومي أساهينا
- ترينيتي بلاد - سيث نايترود
- كآبة هاروهي سوزوميا - تسورويا-سان
- إختفاء ناغاتو يوكي-تشان - تسورويا-سان
- أزومانغا دايو - أيومو كاسوغا/"أوساكا"
- إلفن ليد - نانا
- .hack//أسطورة الشفق - ميريه
- دي جرايمان - مينا
- سكرابد برنسس - سينيس لولو غيات
- يوميات المستقبل - هيناتا هينو

### أنمي الإنترنت
- نيورون تشورويا-سان - تشورويا-سان

### أوفا أنمي
- بليتش: ذا سيلد سورد فرينزي - أوريهيمي إينوي
- المعلم الساحر نيغيما! الربيع - إيفانجيلين أ. ك. مكداول
- المعلم الساحر نيغيما! الصيف - إيفانجيلين أ. ك. مكداول
- المعلم الساحر نيغيما! 〜الجناح الأبيض ALA ALBA〜 - إيفانجيلين أ. ك. مكداول
- المعلم الساحر نيغيما! 〜عالم آخر〜 - إيفانجيلين أ. ك. مكداول
- لاف هينا Again - كورو

### أفلام أنمي
- بليتش: ميموريز أوف نوبودي - أوريهيمي إينوي
- بليتش: ذا داياموند داست ريبيليون، هيورينمارو آخر - أوريهيمي إينوي
- بليتش: فصل الجحيم - أوريهيمي إينوي
- اختفاء هاروهي سوزوميا - تسورويا-سان

## أدوارها في ألعاب الفيديو
- تيلز أوف إينوسنس - هيرمانا لارمو, فريترا
- سلسلة ألعاب تيكن
  - تيكن 6 - أليسا بوسكونوفيتش
  - تيكن تاغ تورنمنت 2 - أليسا بوسكونوفيتش
- ستريت فايتر X تيكن - أليسا بوسكونوفيتش

## وصلات خارجية
- يوكي ماتسوكا على موقع IMDb (الإنجليزية)
- يوكي ماتسوكا على موقع ميوزك برينز (الإنجليزية)
- يوكي ماتسوكا على موقع قاعدة بيانات الفيلم (الإنجليزية)
- يوكي ماتسوكا على موقع ANN person (الإنجليزية)